# Вулиця Тершаковців
Ву́лиця Тершако́вців — вулиця у Личаківському районі міста Львова. Простягається від вулиці Пекарської на південь до вулиці Левицького.

## Історія

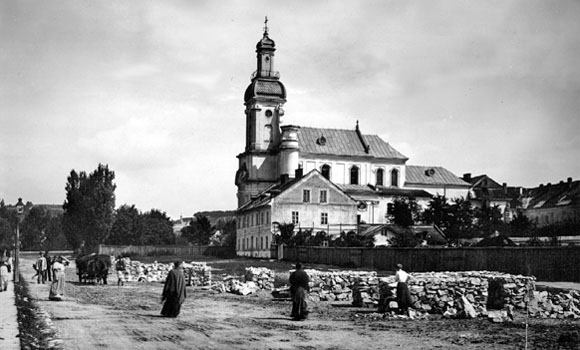
Прокладення вулиці на початку ХХ ст.

Перша відома тут оселя закладена німцем П. Айзенгітелем у XV столітті. Перша назва згадується 1579 року і звучить як площа Воробляча. З невідомих причин місцевість мала ще одну назву — Песій ринок. 1818 року згадується назва «Торговиця будівельного дерева». Паралельно з XVIII століття вживалася назва «Площа Сакраменток».
До згаданої площі з кінця XVI століття від міста вела дорога (нинішня вулиця Туган-Барановського), оминаючи далі з півдня важливу для оборони міста гору Шуманівку. Від шляхів Волоського та На Рурах проходив ще один шлях, на основі якого виникла вулиця Тершаковців. Вона не отримала дальшого продовження через приватні володіння, що простягались вздовж вулиці Пекарської. Через них з Вороблячого ставу витікав потік до однієї з приток Полтви — Пасіки. Ці ґрунти з XVIII століття належали сакраменткам і були відгороджені дерев'яним парканом, згодом муром. Там до 1950-х років був монастирський сад. У реаліях до середини ХХ століття вулиця доходила до колишньої площі перед монастирем — перехрестя з нинішньою вулицею Туган-Барановського, а ставок до будинків 2 і 2а.
1871 року площу перед костелом сакраменток і вулицю названо на честь Станіслава Ґосєвського. На цей період припав початок інтенсивної забудови даного району міста. Під час німецької окупації у 1943 році перейменовано на Фімарктґассе. У липні 1944 року повернена назва Ґосєвського, а 1945 року перейменовано на честь танкіста Олександра Марченка.
Наприкінці 1950-х років при будівництві корпусу зооветеринарного інституту від будинку на вулиці Пекарській, 50 вулицю було продовжено через колишній сад сакраменток з осушенням значної частини ставка до вулиць Пекарської і Чехова з розбиранням муру навколо саду від вулиці Пекарській. Тоді вздовж тодішньої вулиці Марченка збудували будівлі під № 2а — гуртожитку та № 2 — житлового будинку. 
Сучасна назва від 1993 року, коли колишню вулицю Марченка перейменували на честь родини Тершаковців — Григорія, Зиновія та Михайла Тершаковців.

## Забудова
В архітектурному ансамблі вулиці Тершаковців переважає класицизм, історизм, конструктивізм. Декілька будинків внесено до Реєстру пам'яток архітектури місцевого значення м. Львова.

### Будівлі

Схема проходження вулиці на фрагменті схеми Львова 1947 року

№ 1б — від радянських часів тут розташовувалася автомобільна стоянка, а на території якої працювала майстерня з ремонту взуття. У 2014—2015 роках на місці автостоянки зведений ЖК «Марконі» з одного семиповерхового житлового будинку з вбудованими приміщеннями комерційного призначення та підземним паркінгом. В одному з комерційних приміщень на першому поверсі будинку міститься клініка естетичної стоматології Мирослави Дрогомирецької «Perfect Dent».
№ 2а — навчальний корпус № 4 Львівського торговельно-економічного університету, споруджений за проєктом архітектора Мирона Вендзиловича. Тут містяться факультет міжнародних економічних відносин та Інститут післядипломної освіти ЛТЕУ, а також структурний підрозділ університету — Народна хорова капела «Мрія», яка заснована у 1985 році.
№ 4 — необароковий будинок, зведений 1898 року за проєктом архітектора Наполеона Лущкевича для фармаколога, професора Вацлава Собєранського. У липні 1900 року на другому та третьому поверхах з тилу зведеної кам'яниці Собєранський добудував дерев'яні засклені ґанки за проєктом архітектора Діонісія Кшичковського. По смерті професора Собєранського, будинок перейшов у власність його дружині Евґенії. Через фінансову скруту вона була вимушена здавати свою власність в оренду тодішній науковій еліті. Приміщення першого поверху винаймав доктор Юліян Блят з піднаймачем доктором Каролем Ґоттфрідом. «Кавалєрку» на партері займав Даніель Веронський. У частині приміщень (6 кімнат) на другому поверсі мешкав генерал і консул республіки Перу Францішек Паулік, а іншу частину (7 кімнат) займав Польський Шкільний Музей, заснований ще 1901 року. Першим президентом музею був доктор Людомил Ґерман. Від 1925 року директором Музею був Станіслав Лемпицький, письменник, професор історії освіти і шкільництва гуманітарного факультету Львівського університету. Наприкінці 1920-х років власницею кам'яниці була Людвіка Бялобжеська. 1933 року відбулася перебудова господарської офіцини на житловий будинок із двох однокімнатних помешкань за проєктом інженера Зиґмунта Завадського. 9 жовтня 1935 року частину кам'яниці, що стояла без ужитку, передали приватній жіночій ґімназії Юзефи Ґолдблатт-Каммерлінґ. 1937 року частину, що складалася із чотирьох житлових приміщень, було адаптовано та реконструйовано для потреб школи за проєктом будівничого Генрика Зандіґа. Приватна школа Ґольдблят-Камерлінґ існувала до 1939 року. Наприкінці 1940-х років в будинку містилася початкова школа № 45 міського відділу Народної освіти з російською мовою навчання. У радянський час, від початку 1950-х років тут була вечірня восьмирічна школа робітничої молоді № 3, що перестала функціонувати на початку 1990-х років. Нині будинок виконує житлову функцію. В підвалі будинку у 1985—2018 роках була майстерня українського маляра, графіка Мирослава Ягоди). Будинок внесений до Реєстру пам'яток архітектури місцевого значення під охоронним № 640-м.
№ 6 — кам'яниця збудована 1864 року. Перебудована 1894 році за проєктом архітектора Яна Гжибінського у стилі необароко. У лютому 2019 року в одному з приміщень відкрився регіональний офіс Зе!команди у Львові. Будинок внесений до Реєстру пам'яток архітектури місцевого значення під охоронним № 641-м.
№ 6a — будівля колишнього готелю «Ульянівський», споруджена у 1970-х роках. у 1990-х роках — готель «Незалежність», а після реконструкції, проведеної на початку 2000-х років, тут 2008 року відкрився «Євроготель» на 90 комфортабельних номерів євро-класу.
№ 8 — чотириповерховий житловий будинок на розі з вулицею Грицька Чубая. Будинок внесений до Реєстру пам'яток архітектури місцевого значення під охоронним № 1632-м.
№ 10 — триповерхова кам'яниця кінця XIX століття. Будинок внесений до Реєстру пам'яток архітектури місцевого значення під охоронним № 642-м.
№ 11а — колишній костел сакраменток збудований 1718 року разом із монастирем для ордену сестер сакраменток з пруського муру (фахверк). Монастир розташувався на великій ділянці, подарованій кількома членами родини Цетнерів. 1739 року посвячено наріжний камінь, а 1743 року розпочато будівництво нового тринавного мурованого костелу за проєктом Бернарда Меретина. Високу центральну вежу добудовано лише в 1881—1887 роках за проєктом Адольфа Мінасевича. В радянський час монахинь вигнано, келії пристосовано під гуртожиток зооветеринарного інституту, а у храмі влаштовано спортзал. Значні земельні володіння забудовані, зокрема до 1961 року від вулиці Пекарської постав корпус зооветеринарного інституту. В середині 1990 років храм передано Українській греко-католицькій церкві й освячено на честь Пресвятої Трійці.

## Галерея

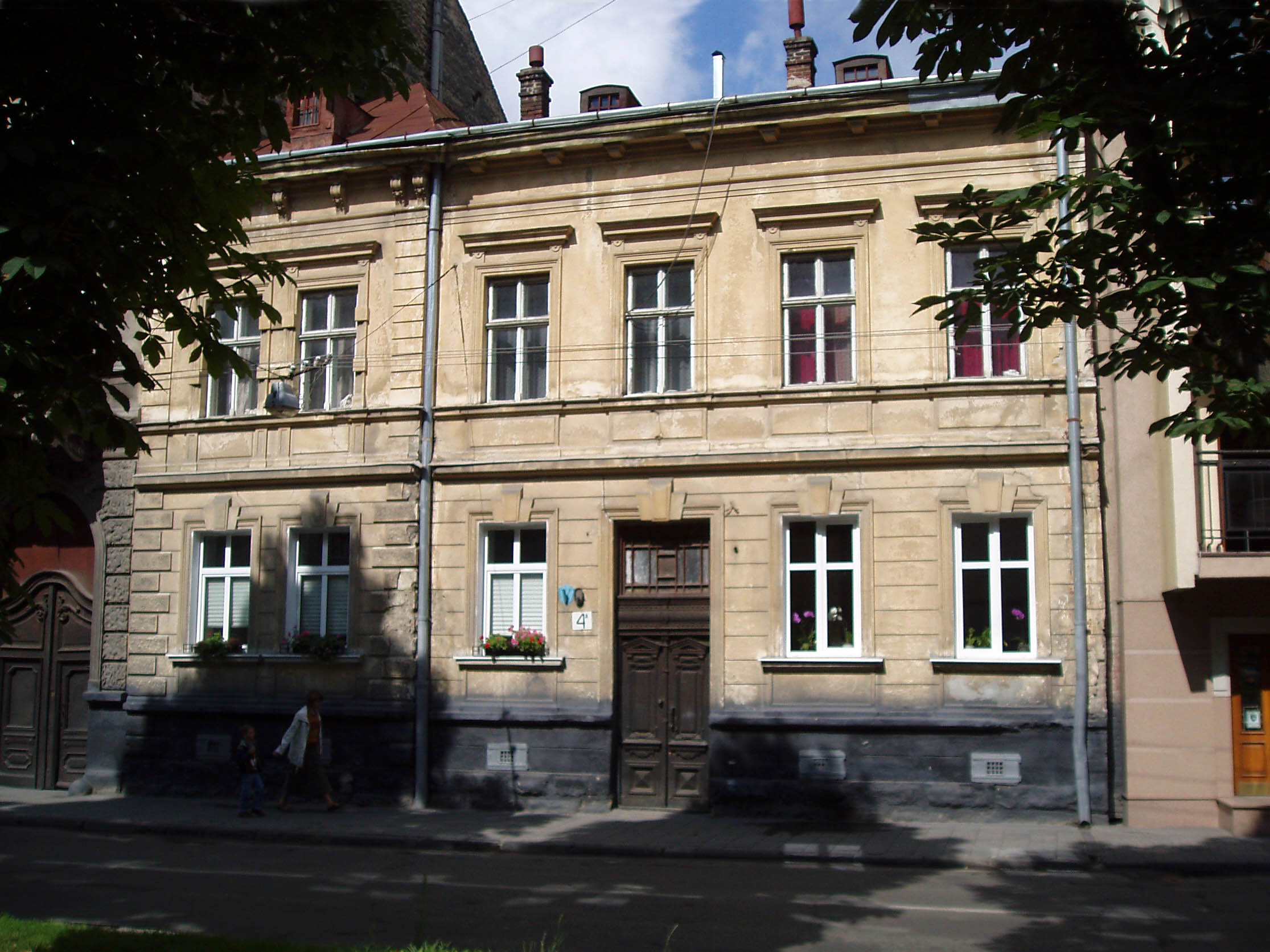
Будинок № 4-а
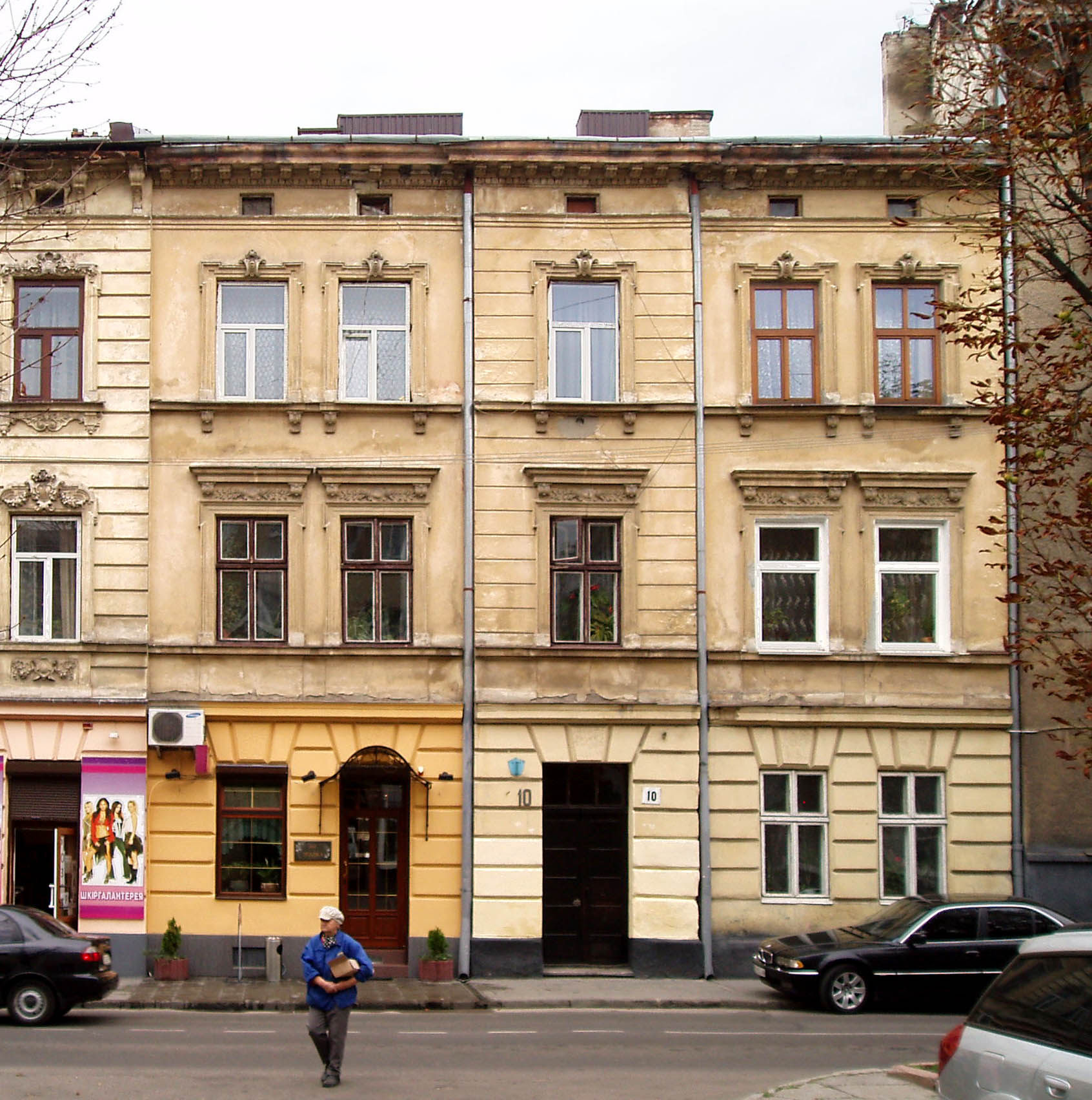
Будинок № 10
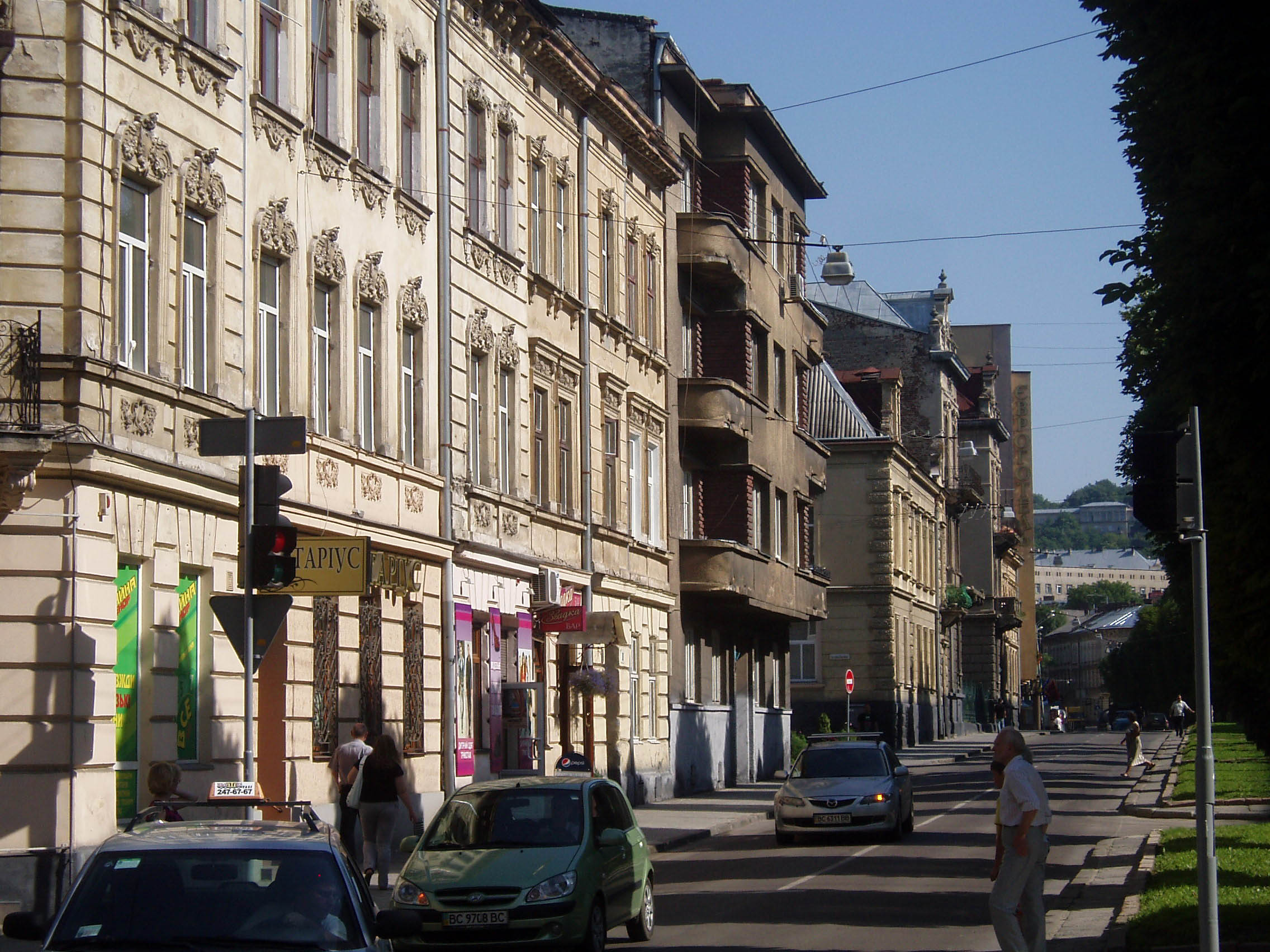
Вигляд вул. Тершаковців від вул. Левицького
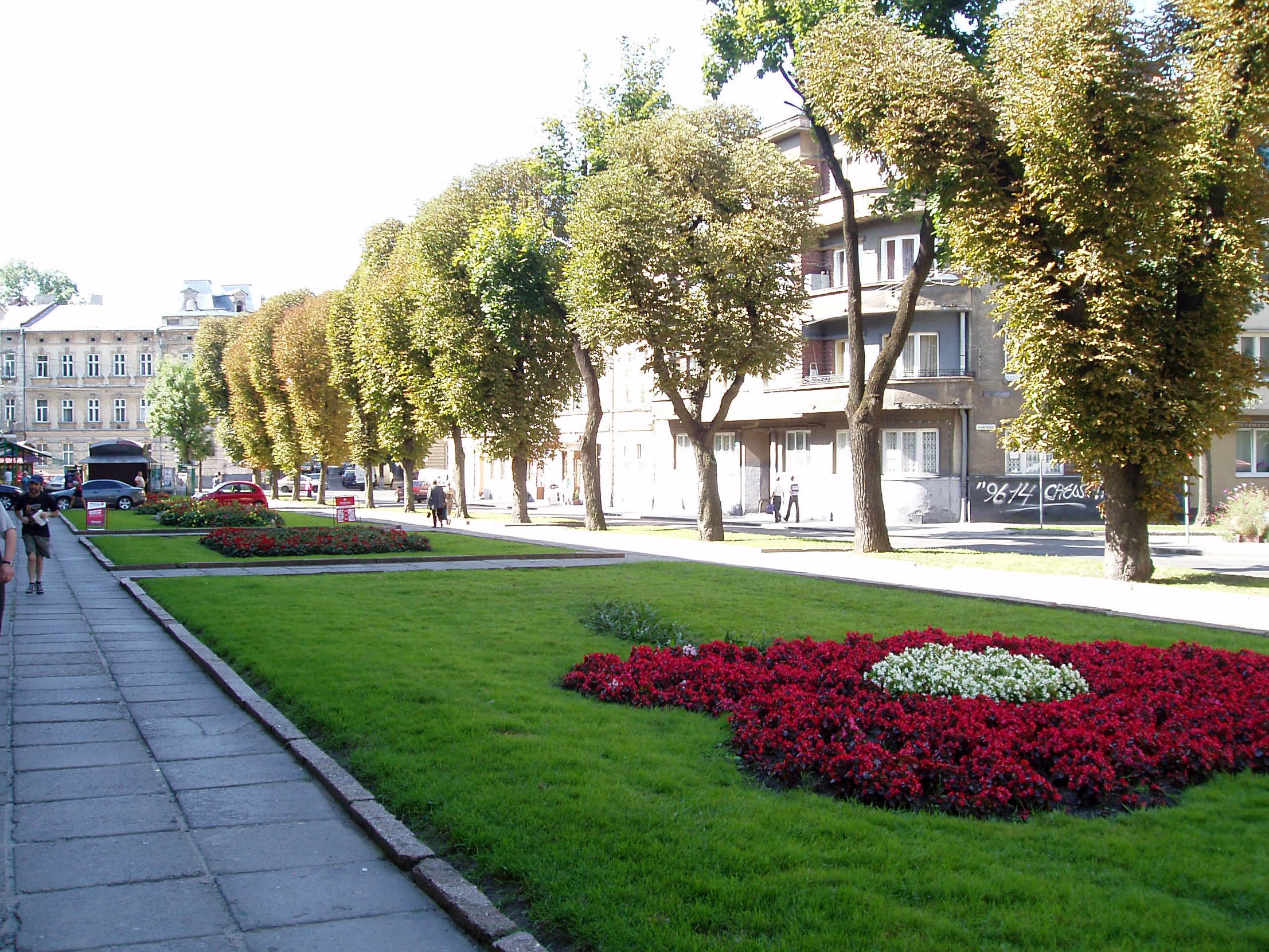
Газони на вулиці Тершаковців
Інформаційна таблиця Народної хорової капели «Мрія» (вул. Тершаковців, 2а)